# Henri Berr
Henri Berr (nacido el 31 de enero de 1863 en Lunéville Meurthe-et-Moselle,- 19 de noviembre de 1954 en París) fue un filósofo francés y profesor de Lycée, fundador en 1900 de la Revista de la Síntesis Histórica (Revue de Synthèse Historique), publicado desde 1931 bajo el título de Revue de synthèse. 
Ingresó en la Escuela Normal Superior en la calle de Ulm en 1881 y estudió filosofía con Emile Boutroux. Fue profesor de retórica en Douai, después en Tours, y luego en el Liceo Henri-IV. Se casó con Cecilia Halphen, cuyo hermano estaba casado con la hija de Emile Durkheim. 
El propósito de Henri Berr al fundar la Revue de Synthèse Historique fue hacer frente a los excesos de la erudición y los límites de las disciplinas. 
Una década después de esta creación lanzó la colección enciclopédica La evolución de la Humanidad, cuyos primeros volúmenes fueron publicados por ediciones La Renaissance du livre tras la Primera Guerra Mundial. Desde mediados de la década de 1930 hasta la década de 2000, esta colección y a Revue de synthèse fueron publicados por Éditions Albin Michel. Hoy en día la colección permanece allí, junto con un conjunto complementario de reediciones de referencia titulado Biblioteca La Evolución de la Humanidad.
Es en la Evolución de la Humanidad que la nueva escuela francesa de la historia (Annales) se ha inspirado, sobre todo en las obras de Marc Bloch y Lucien Febvre, junto a autores más tradicionales o innovadores filósofos historia de la ciencia como Abel Rey o estudiante del sociólogo Emile Durkheim, Henri Hubert.

## Principales obras

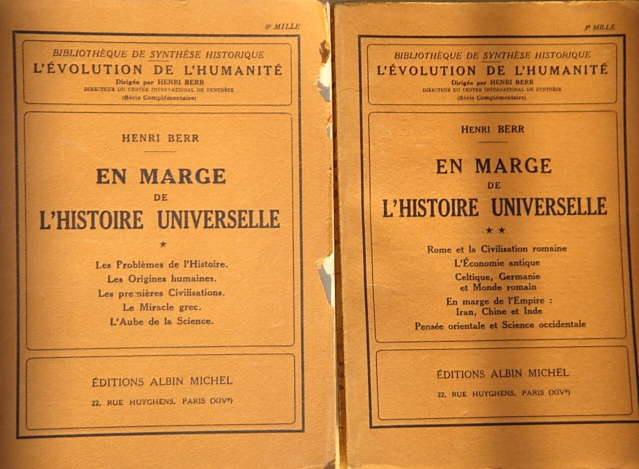
Márgenes de la Historia Universal, 2 tomos. Establece los principios de la Biblioteca de la síntesis histórica.

- Vie et science. Lettres d'un vieux philosophe strasbourgeois et d'un étudiant parisien. Paris, Armand Colin, 1894.
- La Synthèse des connaissances et l'histoire. Essai sur l'avenir de la philosophie, Paris, Hachette, 1898 (tesis de doctorado).
- L'Avenir de la philosophie. Esquisse d'une synthèse des connaissances fondée sur l'histoire. Paris, Hachette, 1899 (reedición de la tesis).
- Peut-on refaire l'unité morale de la France ?. Paris, Armand Colin, 1901.
- La Synthèse en histoire. Essai critique et théorique, Paris, Félix Alcan, 1911.
- La Guerre allemande et la paix française. Paris, La Renaissance du livre, 1919.
- L'Histoire traditionnelle et la Synthèse historique. Paris, Félix Alcan, 1921.
- L'Encyclopédie et les encyclopédistes. Paris, Bibliothèque nationale, 1932 (exposición organizada por la Revista Internacional; prólogo de Henri Berr).
- En marge de l'histoire universelle. Paris, La Renaissance du livre, 1934 (varias ediciones hasta: Paris, Albin Michel, 1953)
- L'Hymne à la vie. Roman. Paris, Albin Michel, 1945.
- Problèmes d'avenir. Le Mal de la jeunesse allemande. Paris, Albin Michel, 1946.
- Allemagne, le contre et le pour. Paris, Albin Michel, 1950.
- La Synthèse en histoire. Son rapport avec la synthèse générale. Paris, Albin Michel, 1953 (nueva edición).
- La montée de l'esprit. Bilan d'une vie et d'une œuvre. Paris, Albin Michel, 1955.
- Du Scepticisme de Gassendi (traduction de la thèse latine soutenue par Henri Berr en 1898). Paris, Albin Michel, 1960.